# Alvise da Mosto
Alvise da Mosto – włoski niszczyciel z okresu międzywojennego i II wojny światowej, należący do typu Navigatori. Nosił znak burtowy DM. Otrzymał imię XV-wiecznego żeglarza Alviso Cadamosto, na ogół skracane w literaturze do samego „Da Mosto”. Wodowany w 1929 roku, wszedł do służby w marynarce włoskiej Regia Marina w 1931 roku. Służył podczas wojny na Morzu Śródziemnym; został zatopiony 1 grudnia 1941 roku pod Trypolisem przez brytyjskie krążowniki zespołu „K”.
Uzbrojenie główne stanowiło 6 armat kalibru 120 mm i 6 wyrzutni torped. Wyporność standardowa wynosiła początkowo 1900 ton, a ostatecznie 2125 ton. Napęd stanowiły turbiny parowe, prędkość wahała się od ponad 38 węzłów na początku służby do 28 węzłów po modernizacji.

## Budowa
„Alvise da Mosto” należał do dwunastu włoskich wielkich niszczycieli (liderów) typu Navigatori, nazwanego tak z powodu noszenia przez nie imion żeglarzy. Zostały one zaprojektowane jako okręty o silnym uzbrojeniu artyleryjskim i wysokiej prędkości, aby przeciwstawić się wielkim niszczycielom francuskim. Zamówienie na budowę zostało złożone w 1926 roku. „Alvise da Mosto” należał do czterech okrętów tego typu zbudowanych w stoczni Cantieri Navali del Quarnaro (CNQ) we Fiume (obecnie Rijeka), obok „Antonio Pigafetta”, „Nicolò Zeno” i „Giovanni da Verrazzano”. Cena kontraktowa wynosiła 20,65 mln lirów. Wszystkie okręty zostały wciągnięte na listę floty dekretem królewskim z 23 czerwca 1927 roku, klasyfikowane wówczas jako niszczyciele, a 19 lipca 1929 roku przeklasyfikowano je na „zwiadowców” (wł. esploratori). 5 września 1938 roku okręty typu Navigatori przeklasyfikowano z powrotem na niszczyciele.
Stępkę pod budowę „Alvise da Mosto” położono 22 sierpnia 1928 roku jako przedostatniego okrętu typu, po zwolnieniu pochylni przez „Nicolò Zeno”. Zwodowano go 1 lipca 1929 roku. Okręt po ukończeniu wszedł do służby 15 marca 1931 roku. Otrzymał imię na cześć XV-wiecznego żeglarza weneckiego Alviso Cadamosto, pierwotnie zapisane w formie „Alvise Ca da Mosto”, zmienionej dekretem królewskim 12 czerwca 1930 roku na „Alvise da Mosto”. Jeszcze przed wejściem do służby na etapie wyposażenia okręt został zmodyfikowany wzorem wcześniej wcielonych niszczycieli dla polepszenia stateczności (m.in. obniżono nadbudówkę i zredukowano zapas paliwa). W 1938 roku otrzymał znak burtowy: DM, od skrótu nazwy (Da Mosto). Dewizą okrętu było: In ogni rischio e con ogni arme (z wł. Przy każdym ryzyku i każdą bronią).

## Opis konstrukcji

### Skrócony opis ogólny
Niszczyciele typu Navigatori miały stalowy kadłub z podwyższonym pokładem dziobowym. Sylwetka okrętów wyróżniała się dwoma szeroko rozstawionymi pochylonymi kominami, na skutek zastosowania naprzemiennego układu przedziałów siłowni, w celu zwiększenia odporności na uszkodzenia. Wyporność standardowa pierwotnie wynosiła 1900 ton, a pełna 2599 ton. Długość całkowita pierwotnie wynosiła 107,28 m, szerokość 10,2 m, a zanurzenie 3,51 m przy wyporności standardowej i 4,35 m przy wyporności pełnej. W 1940 roku okręt został poddany modernizacji (drugiej) w celu polepszenia stateczności, jak większość niszczycieli tego typu. Wyporność standardowa po modernizacji wynosiła 2125 ton, a pełna 2880 ton. Długość kadłuba wzrosła do 108,9 m, a szerokość do 11,2 m.
Załoga etatowo składała się początkowo ze 173 osób, w tym 9 oficerów, a do początku II wojny światowej wzrosła do 224 osób, w tym 12 oficerów. W toku wojny liczebność załogi mogła się dalej zwiększać.
Okręty były napędzane przez dwa zespoły turbin parowych z przekładniami, zasilane przez cztery kotły wodnorurkowe o ciśnieniu roboczym 22 atmosfer, poruszające dwie trzyłopatowe śruby. Podobnie jak pozostałe okręty budowy stoczni CNQ, „Alvise da Mosto” otrzymał turbiny akcyjne systemu Belluzzo oraz kotły typu Yarrow, z tym, że jako jedyny otrzymał doświadczalnie śruby o średnicy 3,6 m. Moc projektowa wynosiła 55 000 KM. „Alvise da Mosto” na próbach rozwinął moc 64 886 KM.
Projektowa prędkość maksymalna wynosiła 38 węzłów. „Alvise da Mosto” na próbach sześciogodzinnych osiągnął w stanie lekkim przy wyporności 2002 t prędkość średnią 41,07 węzła, a w ciągu godziny 42,7 węzła. Według niepewnych informacji, na krótki czas rozwinął na próbach prędkość 43,5 lub nawet 45 węzłów, przy mocy 71 000 KM. Typowo okręty tego typu rozwijały jednak podczas służby przy pełnej wyporności prędkość 33–36 węzłów. Po modernizacji prędkość spadła natomiast do 28 węzłów przy pełnej wyporności.
Po modyfikacji przed wejściem do służby pełny zapas paliwa wynosił 460 ton. Po drugiej modernizacji zwiększono normalny zapas do 560 ton, a pełny do 680 ton. Zasięg według pierwotnego projektu miał wynosić 3800 mil morskich przy prędkości 18 węzłów, jednakże po modyfikacji zmniejszył się. Po drugiej modernizacji zasięg wzrósł do 5000 mil przy prędkości 18 węzłów lub 1200 mil przy 28 węzłach.

### Uzbrojenie i jego zmiany
Główną artylerię stanowiło sześć armat kalibru 120 mm Ansaldo model 1926 o długości lufy 50 kalibrów (L/50) umieszczonych na trzech dwudziałowych podstawach. Podwójne stanowiska dział z maskami ochronnymi umieszczone były: na pokładzie dziobowym i na niskich nadbudówkach przed drugim kominem i na rufie. Kąt podniesienia lufy wynosił od -10° do +45° i umożliwiał też strzelanie amunicją burzącą do nisko lecących samolotów. Działa strzelały pociskami o masie 23,15 kg z prędkością początkową 920 m/s na odległość do 19 600 m. Wykorzystywano amunicję rozdzielnego ładowania, przy czym ładunek miotający umieszczony był w łusce. Szybkostrzelność wynosiła do 6–7 strzałów/min, lecz na dłuższą metę była ograniczona do czterech salw przez możliwości systemu podawania amunicji. Zapas amunicji wynosił etatowo 1200 pocisków bojowych (408 przeciwpancernych, 672 burzące i 120 zapalających) oraz 100 oświetlających – przy czym można było zabrać do komór 250 pocisków więcej.
Uzbrojenie przeciwlotnicze początkowo stanowiły dwa działka automatyczne kalibru 40 mm Vickers-Terni model 1917 o długości lufy L/39, umieszczone na burtach na tylnych końcach pokładu dziobowego. Ich zapas amunicji wynosił 3000 nabojów. Uzupełniały je dwa podwójnie sprzężone wielkokalibrowe karabiny maszynowe Breda kalibru 13,2 mm na mostku. W latach 1933–1934 montowano dwa dalsze podwójnie sprzężone wkm-y na platformie za drugim kominem. Dla karabinów maszynowych przewidywano początkowo 3000 nabojów. Z uwagi na utratę „Alvise da Mosto” jeszcze przed końcem 1941 roku, pozostał on z pierwotnym niezmodyfikowanym zestawem uzbrojenia przeciwlotniczego.
Uzbrojenie torpedowe stanowiło pierwotnie sześć wyrzutni torpedowych kalibru 533 mm w dwóch potrójnych aparatach torpedowych. Z uwagi jednak na ograniczoną dostępność nowych torped, w środkowych wyrzutniach stosowano wkładki kalibru 450 mm i etatowy zapas obejmował początkowo cztery torpedy kalibru 533 mm i dwie kalibru 450 mm. Już w latach 1932–1933 środkowe wyrzutnie jednak zdemontowano dla polepszenia stateczności, pozostawiając cztery wyrzutnie torped 533 mm. Na „Alvise da Mosto” aparaty torpedowe zamieniono w 1940 roku na nowe typu SI 1929 P/3×533,4 kalibru 533 mm, również trzyrurowe, ale ułożone w „piramidkę” z podwyższoną środkową wyrzutnią.
Okręty początkowo przenosiły po 14 bomb głębinowych na dwóch zrzutniach na rufie, w tym cztery duże bomby o masie 100 kg i 10 małych o masie 50 kg. Podczas II wojny światowej montowano na okrętach tego typu dwa lub cztery miotacze bomb głębinowych, a zapas bomb mógł sięgać 40 (brak informacji dotyczących poszczególnych okrętów i dat modyfikacji). W 1931 roku okręty otrzymały holowane torpedy przeciw okrętom podwodnym Ginocchio model 1927/46T, wodowane za pomocą żurawika w części rufowej. „Alvise da Mosto” jak prawie wszystkie okręty typu był wyposażony w tory minowe na pokładzie, na których można było przenosić do 56 min kotwicznych. W 1941 roku przedłużono na nim tory minowe i mógł zabierać do 86–104 min zależnie od typu.

### Wyposażenie
Od początku służby „Alvise da Mosto” na dachu nadbudówki dziobowej miał standardowy dla okrętów tego typu dalocelownik z dwoma dalmierzami optycznymi o bazie 3 m. Na platformie przed masztem znajdował się inklinometr służący do oceny kąta kursowego celu. Trzeci 3-metrowy dalmierz, rezerwowy dla artylerii oraz służący do strzelań torpedowych, był w zakrytej wieży na platformie nadbudówki za kominem rufowym.
Okręty miały jeden reflektor średnicy 90 cm na maszcie rufowym. W skład wyposażenia wchodziła aparatura w kominach do stawiania zasłony dymnej (czarnej albo białej). W 1940 roku okręty wyposażono w trały kontaktowe na rufie, o szerokości trałowania 200 m. „Alvise da Mosto” nie był wyposażony w stację hydrolokacyjną ani radar.

### Malowanie
Początkowo okręty włoskie były malowane w części nadwodnej na kolor jasnoszary, z ciemnoszarym pokładem. Na początku wojny latem 1940 roku na pokłady na dziobie naniesiono biało-czerwone skośne pasy dla identyfikacji z powietrza. „Alvise da Mosto” jako jeden z pierwszych niszczycieli włoskich otrzymał w listopadzie 1941 roku kontrastowy kamuflaż w standardowych kolorach, z ostrymi ciemnoszarymi plamami na popielatoszarym podkładzie i z brudnobiałymi krańcami okrętu. Przy tym, odróżniał się tym od większości przemalowanych później niszczycieli tego typu, że ciemnoszare pasy tworzyły optycznie łuki, ze środkiem poniżej linii wodnej.

## Służba

### Okres międzywojenny
Po wejściu do służby w Regia Marina w 1931 roku i osiągnięciu gotowości bojowej, „Alvise da Mosto” został wcielony do 3. dywizjonu zwiadowczego. Główną bazą okrętów tego typu był Tarent. 4 października 1931 roku „Alvise da Mosto” otrzymał w Wenecji banderę bojową ufundowaną przez mieszkańców miasta, związanego z patronem okrętu. Między 8 września a 24 grudnia 1932 roku wraz z bliźniaczym „Emanuele Pessagno” odbył rejs do portów Ameryki Południowej – Brazylii i Argentyny. W czerwcu 1934 roku został przejściowo podporządkowany szkole marynarki wojennej. Podczas hiszpańskiej wojny domowej od 1936 roku kilkakrotnie pełnił służbę na wodach Hiszpanii, udzielając faktycznie wsparcia stronie nacjonalistów. Między innymi, od 20 kwietnia do 31 maja 1937 roku pełnił służbę w ramach międzynarodowego patrolu neutralności, kontrolując statki. Po przeklasyfikowaniu na niszczyciel, we wrześniu 1938 roku został przydzielony do 15. dywizjonu niszczycieli (Squadriglia). Od maja do lipca 1939 roku stacjonował na stałe w Tangerze. Na początku 1940 roku ponownie odbywali na nim praktyki kursanci akademii morskiej. Między 16 kwietnia a 2 sierpnia 1940 roku okręt przeszedł modernizację w La Spezia.

### II wojna światowa
Po przystąpieniu Włoch do II wojny światowej „Alvise da Mosto” wchodził w skład 15. dywizjonu niszczycieli, wraz z „Antonio Pigafetta”, „Nicolò Zeno” i „Giovanni da Verrazzano”, podporządkowanego 1. Eskadrze w Tarencie. Nie brał jednak udziału w pierwszych akcjach, w tym bitwie koło przylądka Stilo, z uwagi na pobyt w stoczni do sierpnia. Od października 1940 roku niszczyciel wraz z 15. dywizjonem został przebazowany do Brindisi w związku z osłoną konwojów w Cieśninie Otranto po inwazji na Grecję. Nie brał udziału w operacjach ostrzeliwania wybrzeży Grecji.
Od początku 1941 roku „Alvise da Mosto” uczestniczył w licznych operacjach minowania i eskortował konwoje na Morzu Śródziemnym. W dniach 18–20 kwietnia 1941 roku eskortował konwój z Palermo do Trypolisu, a następnie z powrotem. Bezpośrednio po tym wziął udział z czterema krążownikami w pierwszej operacji stawiania zagród minowych w Cieśninie Sycylijskiej, na wschód od przylądka Bon, trwającej do 23 kwietnia (zagrody: S-11, S-12, S-13). Operację powtórzono w nocy 23/24 kwietnia, stawiając łącznie ponad 1000 min. 1 maja natomiast uczestniczył z trzema krążownikami w stawianiu zagrody minowej T na północ od Trypolisu. W dniach 4–7 maja wchodził w skład dalszej osłony dużego konwoju siedmiu statków do Afryki, ze statkiem pasażerskim „Victoria”. 3 czerwca ponownie uczestniczył w stawianiu zagrody minowej na północny wschód od Trypolisu (na której pół roku później 19 grudnia zatonął brytyjski krążownik HMS „Neptune” i niszczyciel HMS „Kandahar” oraz uszkodzony został krążownik HMS „Aurora”). Przy tym, według Patianina, podczas wszystkich wymienionych operacji miny bezpośrednio stawiały tylko krążowniki i niszczyciele „Alvise da Mosto” i „Giovanni da Verrazzano”, a pozostałe stanowiły ubezpieczenie. 28 czerwca „Alvise da Mosto” uczestniczył jako eskorta w operacji stawiania w Cieśninie Sycylijskiej zagrody minowej S-2, a 7 lipca zagród S-31 i S-32. Według Rohwera, 9 lipca „Alvise da Mosto” został uszkodzony w ataku lotniczym pod Trypolisem, po czym został pod koniec miesiąca odholowany do Włoch przez statek „Francesco Barbaro”. W dniach 12, 16, 19 i 23 sierpnia „Alvise da Mosto” osłaniał jeszcze stawianie zagród: S-41, S-42, S-43, S-44 przez pomocnicze stawiacze min „Reggio” i „Aspromonte”, przy czym niszczyciele stawiały wówczas ochraniacze zagród minowych.
30 listopada 1941 roku „Alvise da Mosto” wyszedł w eskorcie tankowca „Iridio Mantovani” z Trapani do Trypolisu z zaopatrzeniem dla wojsk w Afryce. 1 grudnia konwój został wykryty przez brytyjskie samoloty rozpoznawcze z Malty, po czym po godz. 13:00 „Iridio Mantovani” został uszkodzony torpedą w ataku lotniczym. „Alvise da Mosto” pod dowództwem komandora por. Francesco Dell’Anno przez pięć godzin próbował holować tankowiec i walczył z kolejnymi nalotami. Wieczorem tankowiec został jeszcze raz trafiony i zaczął tonąć, po czym niszczyciel zdjął z niego załogę. Wówczas nadpłynął zaalarmowany silny brytyjski zespół „K” w składzie krążowników lekkich HMS „Aurora” i HMS „Penelope” i niszczyciela HMS „Lively”. „Alvise da Mosto” podjął próbę ataku o godz. 18:01, wystrzeliwując niecelną torpedę z odległości 11 km i otwierając ogień, po czym ostrzeliwany zawrócił pod zasłoną dymną. Po kolejnym zwrocie w kierunku brytyjskich okrętów o 18:09, „Alvise da Mosto”, ostrzeliwany przez oba krążowniki, został trafiony i zatonął po wybuchu amunicji w komorze rufowej. Miejsce zatopienia znajdowało się 75 mil morskich na północny zachód od Trypolisu, na pozycji 33°53′N 12°28′E/33,883333 12,466667. Na niszczycielu zginęło 138 ludzi, natomiast część załogi wraz z dowódcą została uratowana przez torpedowce z Trypolisu. Dowódca Francesco Dell’Anno został za tę akcję odznaczony złotym Medalem za Męstwo Wojskowe.
Podczas wojny „Alvise da Mosto” wychodził 79 razy w morze i przeszedł 23 531 mil morskich, spędzając 1440 godzin na morzu. 10 razy wychodził w celu osłony lub eskortowania statków, 11 razy na operacje minowania, dwa razy sam transportował żołnierzy i ładunki i cztery razy eskortował inne okręty. Był drugim chronologicznie utraconym okrętem typu Navigatori.